# لوران بنید
لوران بنید (فرانسوی: Laurent Banide‎؛ زادهٔ ۲۶ ژانویهٔ ۱۹۶۸) مربی فوتبال اهل فرانسه است.